# Jack Crawford
John Herbert "Jack" Crawford (22 de marzo de 1908 - 10 de septiembre de 1991) fue un múltiple campeón australiano de tenis que brilló en los años 30. Fue considerado el mejor tenista del mundo en 1933 y conquistó un total de 6 títulos individuales de Grand Slam en su carrera. No pudo obtener el Grand slam de carrera ya que el Único grand slam que no pudo conseguir fue el Abierto de los Estados Unidos. Su récord de 7 finales de Grand Slam consecutivas fue superado en 2007 por el suizo Roger Federer.

## Torneos de Grand Slam (12; 6+6)

### Individuales (6)

#### Títulos
| Año  | Torneo                 | Oponente en la final | Resultado            |
| ---- | ---------------------- | -------------------- | -------------------- |
| 1931 | Campeonato Australiano | Harry Popman         | 6-4 6-2 2-6 6-1      |
| 1932 | Campeonato Australiano | Harry Popman         | 4-6 6-3 3-6 6-3 6-1  |
| 1933 | Campeonato Australiano | Keith Gledhill       | 2-6 7-5 6-3 6-1      |
| 1933 | Campeonato Francés     | Henri Cochet         | 8-6 6-1 6-3          |
| 1933 | Wimbledon              | Ellsworth Vines      | 4-6 11-9 6-2 2-6 6-4 |
| 1935 | Campeonato Australiano | Fred Perry           | 2-6 6-4 6-4 6-4      |

#### Finalista (6)
| Año  | Torneo                            | Oponente en la final | Resultado             |
| ---- | --------------------------------- | -------------------- | --------------------- |
| 1933 | US National Singles Championships | Fred Perry           | 3-6 13-11 6-4 0-6 1-6 |
| 1934 | Campeonato Australiano            | Fred Perry           | 3-6 5-7 1-6           |
| 1934 | Campeonato Francés                | Gottfried von Cramm  | 4-6 9-7 6-3 5-7 3-6   |
| 1934 | Wimbledon                         | Fred Perry           | 3-6 0-6 5-7           |
| 1936 | Campeonato Australiano            | Adrian Quist         | 2-6 3-6 6-4 6-3 7-9   |
| 1940 | Campeonato Australiano            | Adrian Quist         | 3-6 1-6 2-6           |

### Dobles (6)

#### Títulos
| Año  | Torneo                 | Pareja         | Oponentes en la final         | Resultado           |
| ---- | ---------------------- | -------------- | ----------------------------- | ------------------- |
| 1929 | Campeonato Australiano | Harry Hopman   | Jack Cummings Harry Gar       | 6-1 6-8 4-6 6-1 6-3 |
| 1930 | Campeonato Australiano | Harry Hopman   | Tim Fitchett John Hawkes      | 8-6 6-1 2-6 6-3     |
| 1932 | Campeonato Australiano | Edgar Moon     | Harry Hopman Gerald Patterson | 12-10 6-3 4-6 6-4   |
| 1935 | Campeonato Australiano | Vivian McGrath | Pat Hughesl Fred Perry        | 4-6 8-10 2-6        |
| 1935 | Campeonato Francés     | Adrian Quist   | Vivian McGrath Don Turnbull   | 6-1 6-4 6-2         |
| 1935 | Wimbledon              | Adrian Quist   | Wilmer Allison John Van Ryn   | 6-3 5-7 6-2 5-7 7-5 |

#### Finalista (6)
| Año  | Torneo                            | Pareja         | Oponentes en la final          | Resultado            |
| ---- | --------------------------------- | -------------- | ------------------------------ | -------------------- |
| 1931 | Campeonato Australiano            | Harry Hopman   | Charles Donohoe Ray Dunlop     | 8-6 6-2 5-7 7-9 6-4  |
| 1933 | Campeonato Australiano            | Edgar Moon     | Keith Gledhill Ellsworth Vines | 4-6 8-10 2-6         |
| 1934 | Campeonato Francés                | Vivian McGrath | Jean Borotra Jacques Brugnon   | 9-11 3-6 6-2 6-4 7-9 |
| 1936 | Campeonato Australiano            | Vivian McGrath | Adrian Quist Don Turnbull      | 8-6 2-6 1-6 6-3 2-6  |
| 1939 | US National Doubles Championships | Harry Hopman   | John Bromwich Adrian Quist     | 6-8 1-6 4-6          |
| 1940 | Campeonato Australiano            | Vivian McGrath | John Bromwich Adrian Quist     | 3-6 5-7 1-6          |